# Species nova

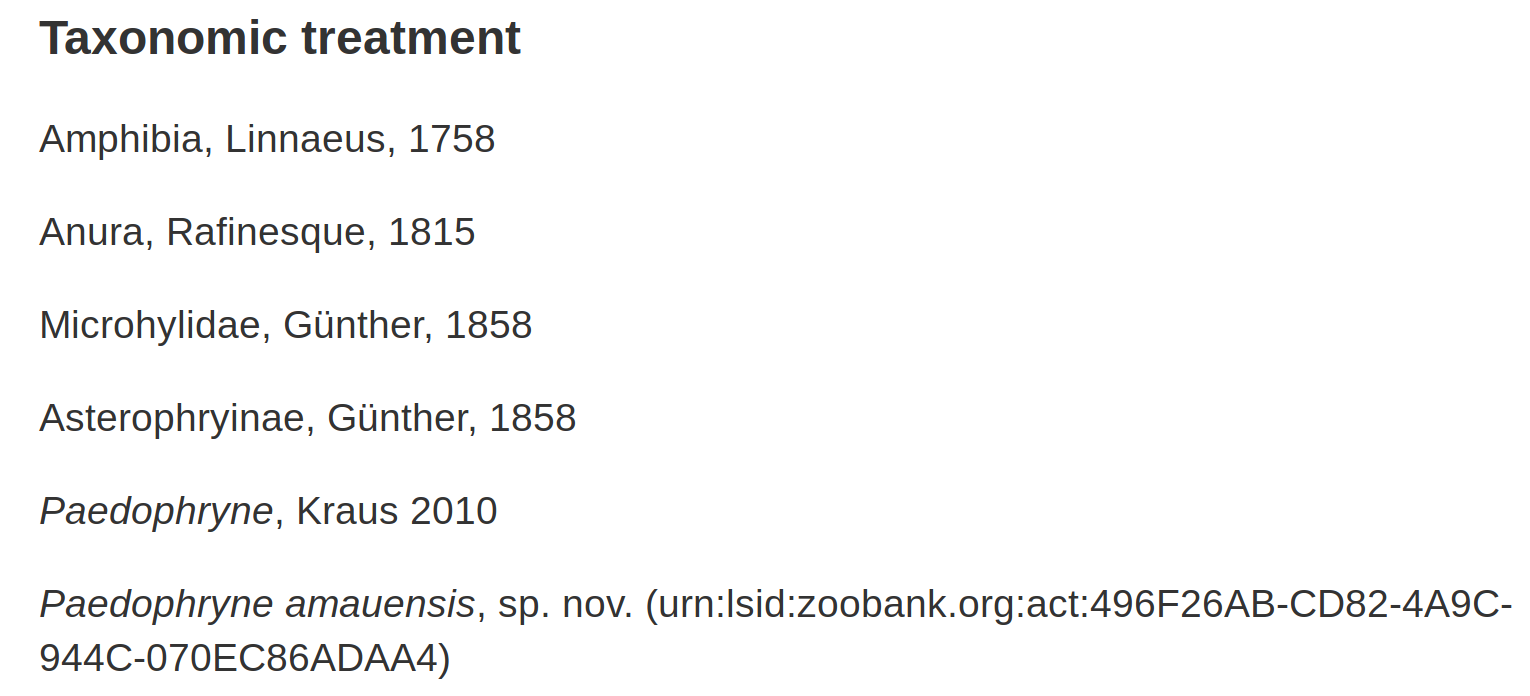
Trattamento del taxon Paedophryne amauensis sp. nov.

Nella tassonomia biologica, una species nova (plurale: species novae, abbreviazione: sp. nov., abbreviazione plurale: spp. nov.) è una nuova specie. La frase viene dal latino, e viene utilizzata dopo un nome binomiale che viene pubblicato per la prima volta.
Un esempio è la specie della rana Paedophryne amauensis, originariamente descritta come Paedophryne amauensis sp. nov. su PLOS ONE, nel 2012.
Il termine non deve essere confuso con la combinatio nova, usato quando un taxon precedentemente nominato viene spostato in un altro genere o specie, o il suo rango viene modificato.